# Qualificazioni alla CONCACAF Gold Cup 1993
Sono elencate di seguito le date e i risultati per le qualificazioni al CONCACAF Gold Cup 1993.

## Formula
30 membri CONCACAF: Stati Uniti e Messico (come paesi ospitanti) sono qualificati direttamente alla fase finale. Rimangono 28 squadre per sei posti disponibili per la fase finale. Le squadre e i posti disponibili sono suddivisi in tre zone di qualificazione: Nord America (1 posti), Centro America (3 posti), Caraibi (2 posti).
- Zona Nord America: 1 squadra, si qualifica di diritto alla fase finale.
- Zona Centro America: 5 squadre, partecipano alla Coppa delle nazioni UNCAF 1993, le prime tre classificate si qualificano alla fase finale.
- Zona Caraibi: 22 squadre, partecipano alla Coppa dei Caraibi 1993, le due finaliste si qualificano alla fase finale.

## Zona Nord America
Canada si qualifica di diritto alla fase finale.

## Zona Centro America
La Coppa delle nazioni UNCAF 1993 mette in palio la qualificazione al torneo: Honduras (prima classificata), Costa Rica (seconda classificata) e Panama (terza classificata) si qualificano alla fase finale.

## Zona Caraibi
La Coppa dei Caraibi 1993 mette in palio la qualificazione al torneo: Martinica (prima classificata) e Giamaica (seconda classificata) si qualificano alla fase finale.